# BTM Books
BTM Books är ett bokförlag som ger ut litteratur inom populärkultur, från och med 2010 som imprint till Lindqvist Publishing.

## Utgivning
Förlaget har gett ut följande böcker:
- Den långa vägen ut ur Helvetet, av Marilyn Manson och Neil Strauss (2007)
- Ron Jeremy: hårdaste mannen i showbiz, av Ron Jeremy och Eric Spitznagel (2007)
- Extrem: min självbiografi, av Sharon Osbourne och Penelope Dening (2007)
- Burlesk som konstart; Fetisch som konstart, av Dita von Teese av Bronwyn Garrity (2007)
- The Heroin Diaries: Spillror ur ett rockstjärneliv, av Nikki Sixx och Ian Gittins (2008)
- Slash, av Slash (Saul Hudson) och Anthony Bozza (2008)
- Ronnie, av Ronnie Wood (2009)
- Sleeping Beauty: A Photographic Ride, av Simon Cederquist (2009)
- High Voltage Tattoo, av Kat von D (2010)
- Chelsea Horror Hotel: En berättelse om skräck, knark och rock'n'roll, av Dee Dee Ramone (2010)
- Neon Angel: berättelsen om en Runaway, av Cherie Currie (2011)
- Red: mitt ocensurerade liv, av Sammy Hagar (2011)